# Cuộc thám hiểm Thornton
Cuộc thám hiểm Thornton là một chuyến thám hiểm của Đại công quốc Tuscany (thuộc Ý ngày nay) năm 1608 dưới quyền thuyền trưởng Robert Thornton, một người Anh, được đại công tước Ferdinando I của Tuscany gửi đi để khám phá miền bắc Brasil và sông Amazon. Việc này chuẩn bị cho việc thành lập một khu định cư ở miền bắc duyên hải Nam Mỹ, nhằm lập thuộc địa ở đây, khai thác nguồn lợi gỗ Nam Mỹ sang Ý.

Vị trí của vùng đất thám hiểm ngày nay là French Guiana

Khu vực thám hiểm để có thể lập thuộc địa Tuscany nằm ở Guiana thuộc Pháp ngày nay, gần Cayenne, bị Pháp chiếm đóng vào năm 1630.
Trong những năm đầu tiên của thế kỷ 17, Ferdinando I của Đại công quốc Tuscany đánh giá khả năng của một thuộc địa ở Brasil và đã cho đội trưởng thám hiểm Thornton một thuyền caravelle và một thuyền tartane để thám hiểm năm 1608. Thornton đi thuyền trong một năm, đến Guyana và Brasil, khám phá Amazon và Sông Orinoco, nhưng vào tháng 2 năm đó đại công tước qua đời đã chấm dứt ý định lập thuộc địa.